# Vladimir Krutov
Vladimir Jevgeňjevič Krutov (rusky Влади́мир Евге́ньевич Кру́тов; 1. června 1960 Moskva – 6. června 2012 Moskva) byl ruský hokejista narozený v Sovětském svazu. V sovětské reprezentaci byl členem obávané pětky spolu s Larionovem, Makarovem, Fetisovem a Kasatonovem. Této formaci se přezdívalo Green Line, podle barvy tréninkových triček. Mnohými byl považován za nejlepší levé křídlo 80. let (např. Haškem v jeho knize Chytám svůj život). V SSSR hrál stejně jako jeho 4 spoluhráči za tým CSKA Moskva. V sezóně 1989/90 hrál v NHL za tým Vancouver Canucks.
Dlouhodobé holdování alkoholu si však vybralo svoji daň. Dva dny po svých 52. narozeninách musel být hospitalizován a po pěti dnech zemřel.

## Úspěchy
Během své úspěšné kariéry vyhrál dvakrát zimní olympijské hry, pětkrát mistrovství světa a jednou Kanadský pohár. Vyhrál vícekrát i juniorské mistrovství světa, kde se dosud jako jediný v historii stal dvakrát po sobě nejproduktivnějším hráčem. Kanadské bodování nebo trofej pro nejlepšího střelce, končily v jeho rukách i mezi dospělými. Je členem Síně slávy IIHF.